# Clostridium tetani
Clostridium tetani er en gram positiv sporedannende anaerob stav, hvis toxiner i mennesker er årsagen til stivkrampe.[kilde mangler]